# Brabantse Pijl 1961
De Brabantse Pijl 1961 (Frans: Fleche Brabançonne 1961) was de eerste editie van deze Belgische wielerwedstrijd. Deze werd verreden op 6 april en had zowel start- als eindplaats in Brussel. Na 180 kilometer was Pino Cerami de eerste winnaar van deze wedstrijd. 

## Uitslag
| Brabantse Pijl 1961 |                      |                       |            |
| Plaats              | Naam                 | Ploeg                 | Tijd       |
| Winnaar             | Pino Cerami          | Peugeot               | 4u 44' 05" |
| 2                   | Michel Van Aerde     | Carpano               | + 0' 55"   |
| 3                   | Willy Schroeders     | Faema                 | z.t.       |
| 4                   | Dieter Puschel       | Berolina              | z.t.       |
| 5                   | Frans Aerenhouts     | Mercier-Hutchinson-BP | z.t.       |
| 6                   | Willy Vanden Berghen | Mercier-Hutchinson-BP | + 1' 50"   |
| 7                   | Roger Baens          | Bertin                | + 4' 25"   |
| 8                   | René Vanderveken     | Solo-Van Steenbergen  | z.t.       |
| 9                   | Robert Vanthournout  | Wiel's-Flandria       | z.t.       |
| 10                  | Raymond Impanis      | Faema                 | + 8' 00"   |

1961 · 1962 · 1963 · 1964 · 1965 · 1966 · 1967 · 1968 · 1969 · 1970 · 1971 · 1972 · 1973 · 1974 · 1975 · 1976 · 1977 · 1978 · 1979 · 1980 · 1981 · 1982 · 1983 · 1984 · 1985 · 1986 · 1987 · 1988 · 1989 · 1990 · 1991 · 1992 · 1993 · 1994 · 1995 · 1996 · 1997 · 1998 · 1999 · 2000 · 2001 · 2002 · 2003 · 2004 · 2005 · 2006 · 2007 · 2008 · 2009 · 2010 · 2011 · 2012 · 2013 · 2014 · 2015 · 2016 · 2017 · 2018 · 2019 · 2020 · 2021 · 2022 · 2023 · 2024